# Confraternita di Maria Santissima Immacolata (Taranto)

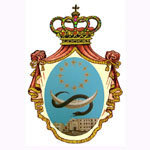
stemma della Confraternita

La confraternita di Maria Santissima Immacolata è una confraternita di Taranto, fondata nel XVI secolo.

## Storia
La confraternita sorse nel XVI secolo nell'ambito del convento di San Francesco d'Assisi dei frati minori conventuali sotto il titolo del "Gonfalone" o dei "Cordiglieri di San Francesco". Nel 1578 aveva già assunto l'attuale titolo. La confraternita ottenne l'aggregazione all'arciconfraternita dell'Immacolata di Roma il 18 febbraio 1578.
Il 31 gennaio del 1769 ebbe dal re Ferdinando IV di Borbone il regio assenso e il nuovo statuto.

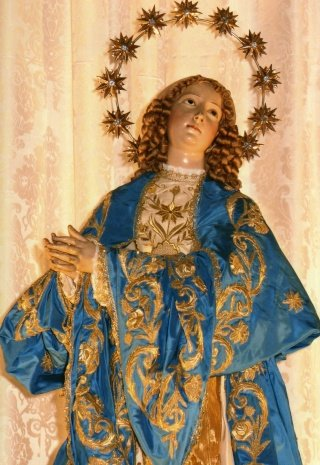
Statua lignea dell'Immacolata risalente al 1679

La confraternita aveva come obiettivo l'assistenza verso i carcerati e i condannati a morte, a favore dei quali i confratelli questuavano per le strade della città, e di propagare la devozione verso l'Immacolata,  in un periodo in cui il dogma dell'Immacolata Concezione non era ancora accettato universalmente. A tale scopo nel 1679 la confraternita fece arrivare da Napoli una statua lignea dell'Immacolata. Nel 1711, a seguito del disastroso terremoto del 1710, nel quale miracolosamente la città subi pochissimi danni, il capitolo metropolitano dell'arcidiocesi e il clero della città elessero l'Immacolata quale protettrice della città.
Dopo la soppressione degli ordini religiosi napoleonica la fratellanza fu costretta a lasciare il convento (nel frattempo adibito a caserma per l'esercito napoleonico) e la sede fu spostata nella chiesa di San Michele, dove ancora oggi è custodita la statua dell'Immacolata.

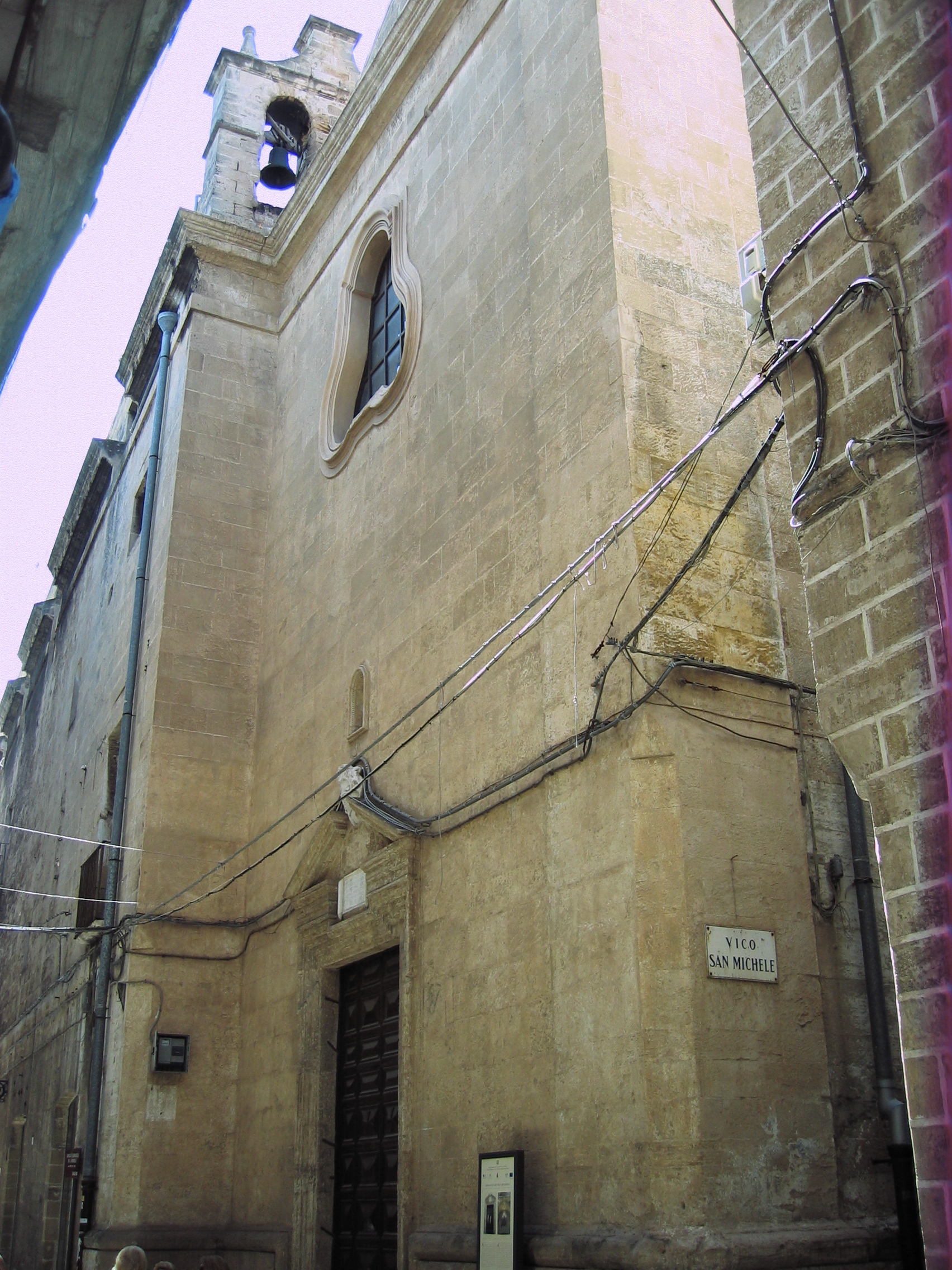
Chiesa di San Michele

Attualmente la confraternita organizza i festeggiamenti di dicembre in onore della Madonna Immacolata e partecipa attivamente alla vita religiosa tarantina.

## Festeggiamenti in onore della Beata Vergine Immacolata

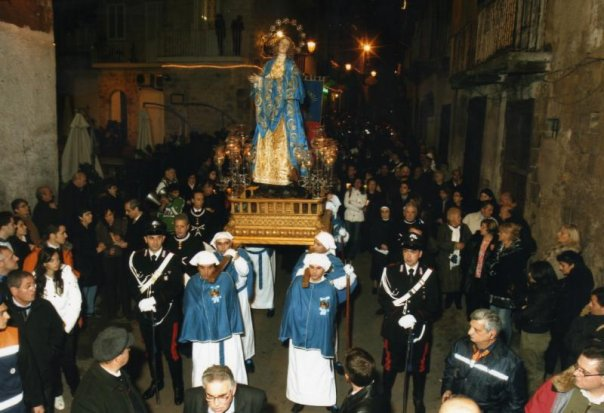
processione di giorno 8 dicembre

Il 29 di novembre di ogni anno, all'inizio della novena all'Immacolata, la statua viene trasportata solennemente in processione dalla chiesa di San Michele alla cattedrale di San Cataldo, dove viene celebrata la novena. Nel giorno 8 dicembre al mattino l'arcivescovo celebra il solenne pontificale e la sera si svolge la grande processione con la partecipazione del capitolo metropolitano e di tutte le confraternite cittadine.

## Abito di rito
L'abito di rito dei confratelli è così composto:
- mozzetta celeste con profili bianchi e medaglione con l'effigie dell'Immacolata appuntato sulla sinistra;
- camice bianco, con cappuccio bianco raccolto sulla testa ma che in passato veniva calato sul volto per le funzioni penitenziali della Settimana Santa;
- scarpe nere con coccarda celeste e calze bianche (ma nel passato venivano calzati dei sandali);
- fascia azzurra con nappa bianca che cinge la vita.